# Ellis Bevan
Pour les articles homonymes, voir Bevan.
Pas d'image ? Cliquez ici

a Compétitions nationales et continentales officielles uniquement.

b Matchs officiels uniquement.
Dernière mise à jour le 26 décembre 2024.
Ellis Bevan, né le 10 mars 2000 à Solihull (Angleterre), est un joueur international gallois de rugby à XV jouant au poste de demi de mêlée au Cardiff Rugby.

## Biographie

### Jeunesse et formation
Ellis Bevan naît à Solihull en Angleterre où il grandit, mais est gallois du côté de son père, originaire de Swansea. Il commence la pratique du rugby à XV au Birmingham and Solihull RFC, puis joue pour le Silhillians RUFC et au sein du Bryanston College. Il passe également quatre ans dans les équipes de jeunes de Bath Rugby. Il est ensuite incité à rejoindre le pays de Galles et la Cardiff Metropolitan University (en) par le biais du programme Welsh Exiles, c'est pourquoi il joue ensuite pour le Cardiff Metropolitan University RFC (en),. En décembre 2020, il s'engage ensuite avec Cardiff Rugby.
Ellis Bevan représente le pays de Galles d'abord chez les moins de 18 ans. Puis? il est sélectionné avec les moins de 20 ans pour le Tournoi des Six Nations des moins de 20 ans 2020.

### Carrière professionnelle
Ellis Bevan fait ses débuts professionnels avec Cardiff Rugby en 2021, durant un match de Pro14 Rainbow Cup contre les Ospreys. Pour sa première, il marque un essai mais son équipe perd le match 36 à 14.
Aux côtés des internationaux gallois Tomos Williams et Lloyd Williams, il progresse beaucoup, ce qui lui permet d'obtenir de plus en plus de temps de jeu jusqu'à devenir un joueur important de son équipe à partir de la saison 2023-2024,. Il est sélectionné pour la première fois de sa carrière en équipe du pays de Galles par Warren Gatland pour la tournée d'été 2024. Durant cette tournée, il obtient sa première sélection, à 24 ans. En effet, il est titularisé dans une lourde défaite 41 à 13 face à l'Afrique du Sud,.
Il est de nouveau appelé avec le pays de Galles pour la tournée d'automne de la même année. Bevan marque son premier essai en sélection lors du premier match de cette tournée, perdu 24 à 19 contre les Fidji.